# Damita Jo
Damita Jo è l'ottavo album di inediti della cantautrice statunitense Janet Jackson, pubblicato il 30 marzo 2004.
Dopo anni di successi, l'album rappresentò il primo insuccesso critico e commerciale della Jackson. Risulta comunque l'album della Jackson con le maggiori vendite nella prima settimana negli Stati Uniti (381.000 copie) debuttando alla numero 2 della Billboard 200, dove rimase però solo una settimana, diventando il primo album della Jackson dopo 20 anni a non raggiungere la numero 1 (non succedeva dall'album Dream Street del 1984), ed è stato certificato Disco di platino dalla RIAA, ricevendo inoltre due nomination ai Grammy Award come Miglior album R&B contemporaneo e come Miglior performance vocale R&B femminile per il brano I Want You.
La sua pubblicazione arrivò poche settimane dopo l'incidente soprannominato "nipplegate" ("caso del capezzolo") del 1º febbraio 2004 durante lo spettacolo nell'intervallo del Super Bowl XXXVIII, dove la Jackson rimase con un seno nudo in mondovisione. Questo provocò un grosso caso mediatico e pesanti critiche nei suoi confronti con un conseguente boicottaggio della sua musica e dei suoi video da parte di alcune TV musicali e radio.

## Descrizione

### Tematiche
(Dal brano Sexhibition.)
Il titolo dell'album fa riferimento al secondo nome della cantante, che è Damita Jo (il suo nome per esteso è Janet Damita Jo Jackson). Il tema centrale del lavoro è il sesso visto nelle sue molte sfaccettature, da quelle più animalesche e istintive a quelle più delicate e romantiche, benché nel disco trovino spazio alcune tracce dedicate in maniera più generica all'amore senza riferimenti espliciti al sesso.
Come d'abitudine per l'artista, il disco è aperto da un'introduzione parlata, che in questo caso tratta delle molteplici personalità e desideri che albergano nell'animo umano e di come questi vadano prima o poi in cerca dell'amore. Il brano d'apertura, Damita Jo, getta le basi concettuali che fanno da sfondo a tutto il lavoro: se Janet nei suoi momenti pubblici è una persona timida e riservata, Damita Jo è una sua proiezione artistica, protagonista in tutte le tracce, che al contrario è sfacciata e riesce a godere liberamente della sua sessualità: nella canzone dichiara che «[...] la signora Jackson non lo farebbe, ma Damita Jo sì». Il disco si snoda poi attraverso una serie di brani che si fanno via via più espliciti: in Sexhibition l'artista conia i termini "sexplore" ("esplorare sessualmente"), cantando «I wanna sexplore you» («Voglio esplorarti sessualmente»), e "sexcapade" ("scappatella sessuale"), citando il suo famoso singolo Escapade, mentre in All Nite (Don't Stop) canta «Sto delirando, dammi di più», e ancora in Like You Don't Love Me invita il suo compagno ad essere più brutale a letto, a realizzare le sue fantasie sessuali e a non sfogare la sua libido guardando materiale pornografico inibendosi a letto. Il culmine della foga lubrica si raggiunge con Warmth, in cui Janet fa un riferimento esplicito al sesso orale e arriva ad esclamare che «Nulla è più caldo della mia bocca». In mezzo a questo trionfo della libidine si incontrano brani più delicati come I Want You, una triste ballata dedicata a un amore non corrisposto, Spending Time with You, una tenera canzone sulla bellezza del trascorrere il tempo con la persona amata, e Island Life, una canzone con atmosfere caraibiche che parla del passare il tempo con un uomo sotto il sole di un'isola paradisiaca.

### Generi
Musicalmente Damita Jo è l'album più R&B della cantante, perché ha come punto di riferimento la musica afroamericana contemporanea. I ritmi sono ora veloci ed elettrizzati come in All Nite (Don't Stop), ora gioiosi come in Like You Don't Love Me. Sono presenti nel disco delle atmosfere caraibiche in Island Life e Spending Time with You e un omaggio al funkie di Prince in R'n'B Junkie, che è una sorta di dichiarazione d'amore alla musica afroamericana anni ottanta. Un lavoro di studio approfondito sulla musica afroamericana anni settanta, in particolare soul, è stato invece compiuto da Janet e Kanye West con I Want You, che ricorda molto le atmosfere Motown e presenta un cantato particolarmente intenso. Chiude l'album Just a Little While, le cui sonorità si distaccano notevolmente dal resto del lavoro perché è una traccia più spiccatamente pop-rock, più vicina alle scelte musicali di All for You, l'album precedente.

### Censura
A causa dei contenuti espliciti, in Giappone, Cina ed altri paesi asiatici il disco fu bandito dopo la seconda settimana dall'uscita e rimpiazzato da una versione censurata molto diversa: in questa, la canzone Sexhibition si intitola semplicemente Exhibition e parole come "sexplosion", "sexplore" e "sexcapade" sono sostituite dalle più pudiche "explosion", "explore" ed "escapade"; la frase «Relax, it's just sex» dell'originale viene ridotta alla sola parola «Relax»; i brani Warmth e Moist sono rimossi; nelle altre canzoni sono comunque eliminati ogni linguaggio esplicito e ogni termine che faccia riferimento alla sessualità, operazione particolarmente evidente in Like You Don't Love Me, dove il ritornello risulta quasi totalmente alterato.

## Accoglienza
| Recensione    | Giudizio |
| ------------- | -------- |
| AllMusic      |          |
| Rolling Stone |          |
| USA Today     |          |
| The Guardian  |          |
| Blender       |          |

Damita Jo rappresentò il primo flop critico e commerciale, considerati gli standard di vendita della Jackson, dai tempi di Control, nel 1986.
La critica giudicò negativamente i toni espliciti, ritenendoli eccessivi. Alcuni critici sottolinearono che l'ossessione della Jackson per il sesso in Damita Jo sostituiva la mancanza di originalità e di idee nel disco; molti sostennero che l'argomento dell'esplorazione del sesso, già affrontato da Janet in passato, non riusciva in nessun modo a toccare i vertici raggiunti in precedenza, ad esempio nell'elegante album janet. del 1993 e nel profondo The Velvet Rope del 1997. Stephen Thomas Erlewine di AllMusic definì l'album «l'equivalente sonoro della pornografia hardcore: non lascia nulla all'immaginazione ed è ripetitivo all'infinito».
Anche Robert Christgau per The Village Voice definì l'album come «pornografico», ma non espressamente in senso negativo, specificando: «In una cultura inondata da porno sporcaccioni, Damita Jo è come del buon sesso».
Neil Strauss di Rolling Stone scrisse che l'album cercava di accontentare tutti e che la cantante stava solo cercando di umanizzare se stessa, come aveva fatto nel suo album rivoluzionario del 1986, Control, ma spiegando che in Damita Jo «riesce solo a suonare ancora più fuori dal mondo, cercando di interpretare un oggetto di fantasia e la ragazza di tutti i giorni, nessuno dei quali sembra essere».
Voci fuori dal coro furono quelle dei critici del New York Times e del Guardian che lodarono la freschezza del suono di questo nuovo lavoro.
Negli anni alcuni critici hanno rivalutato l'album, inevitabilmente associato alla sua uscita allo scandalo del Super Bowl, e nel 2019, per i 15 anni di Damita Jo, Pitchfork ha pubblicato un articolo in cui lo ha definito «un album lussureggiante e preminentemente positivo riguardo al sesso che merita una rivalutazione» aggiungendo che «la presentazione pratica del sesso fatta della Jackson la rese piuttosto radicale di fronte al puritanesimo innato dell'America. [...] Damita Jo non è solo raro per essere un pezzo di erotismo mainstream scritto da una donna di colore, è anche erotismo mainstream che non è impantanato nell'oscurità o nella vergogna», notando infine come molte delle critiche più negative fatte all'album alla sua uscita venissero da critici uomini mentre una delle rare critiche positive fu quella della scrittrice Ann Powers per Blender che aveva definito l'album «strutturato ad arte, esplicito senza scusarsi, Damita Jo è erotismo nella sua forma più amichevole ed equilibrata».

### Premi
Nonostante l'insuccesso, Damita Jo venne nominato a due Grammy Award nel 2005: come Miglior album R&B contemporaneo (il premio andò a Confessions di Usher) e Migliore interpretazione rhythm and blues femminile per il brano I Want You (il premio andò a If I Ain't Got You di Alicia Keys).

## IlNipplegate("il caso del capezzolo")
Molti esperti del settore discografico sottolinearono che buona parte dell'insuccesso commerciale fu dovuto al caso mediatico in seguito all'incidente soprannominato da molti media americani "Nipplegate" ("caso del capezzolo") quando durante lo spettacolo nell'intervallo (Halftime Show) del Super Bowl XXXVIII del 2004, al termine di un duetto con Justin Timberlake nella canzone di quest'ultimo Rock Your Body, in diretta e in mondovisione, il cantante si avvicinò alla Jackson e le strappò la parte destra del corpetto lasciandola per alcuni secondi con un seno scoperto, con il capezzolo nascosto solo in parte da un grande piercing a forma di sole. La Jackson definì subito l'incidente come "un problema tecnico" dell'abito che stava indossando, ma i media statunitensi ne parlarono per diversi mesi con toni molto negativi, giudicandolo un gesto volontario a scopo auto-promozionale, osceno e di cattivo esempio. Il principale network televisivo di musica statunitense, MTV, si rifiutò da allora in poi di trasmettere i nuovi videoclip della cantante, così come molte radio furono riluttanti a mandare in onda i suoi pezzi. In seguito a questo episodio molti programmi televisivi americani in diretta cominciarono a trasmettere con qualche minuto di differita, in modo da poter eventualmente censurare in tempo immagini non appropriate al loro pubblico. Secondo alcuni critici e secondo Jawed Karim, uno dei co-autori di YouTube, la curiosità per l'accaduto sarebbe stato il fattore principale che portò all'ideazione di YouTube.
Negli anni, molti osservatori hanno criticato il comportamento dei media americani definendolo eccessivo, sessista e razzista nei confronti della Jackson, mentre Justin Timberlake venne invece fin da subito perdonato. Alcuni, come il regista Michael Moore, insinuarono che la reazione esagerata dei media causata dall'incidente si fosse trattata in realtà di una scusa per poter censurare eventuali discorsi scomodi in diretta, dato che alla cerimonia degli Oscar dell'anno precedente il cineasta aveva usato il discorso di vittoria per criticare la decisione dell'allora presidente degli Stati Uniti, George W. Bush di dichiarare guerra all'Iraq, subendo molte critiche. A causa di queste nuove disposizioni, l'esibizione dei Rolling Stones al Super Bowl XL del 2006 venne in parte censurata dalla NFL.
Nel 2018 si scoprì che Les Moonves, ex CEO di CBS Corp., emittente che trasmise il Super Bowl, aveva deciso di punire la Jackson, poiché non credette mai che si fosse trattato di un incidente quando Timberlake tolse il pezzo del costume della Jackson e poiché non riteneva che la cantante avesse mostrato abbastanza rimorso dopo l'incidente. Moonves aveva pertanto ordinato a tutte le entità Viacom, tra cui MTV, VH1 e molte radio americane, di non trasmettere più i video e la musica di Janet Jackson, favorendo il declino della popolarità dell'artista dopo il 2004.

## Singoli e videoclip

Janet nel videoclip del singolo All Nite (Don't Stop).

Dall'album furono estratti tre singoli con relativi videoclip: Just a Little While, All Nite (Don't Stop) e I Want You. Nessuno dei tre estratti ebbe grande successo nelle classifiche mondiali: i singoli non vendettero bene, i videoclip non furono molto teletrasmessi e i brani audio vennero quasi ignorati dalle radio. Il risultato migliore fu quello di I Want You, che riuscì a vendere un milione di copie e ad ottenere la certificazione di Disco di platino e una candidatura ai Grammy Award.
Just a Little While, diretto da Dave Meyers, ebbe un video ambientato in un ipotetico futuro, dove la cantante invia un DVD al suo innamorato e quest'ultimo, seduto su una poltrona di fronte al televisore, decide di guardarlo: è un messaggio di lei che gli dichiara il suo amore mentre cucina e fa le pulizie domestiche.
Per la ballata I Want You il regista Dave Meyers, stesso regista di Just a Little While, girò una clip che ritrae la popstar mentre peregrina per una città affollata cantando le sue pene d'amore.
Per All Nite (Don't Stop) il regista Francis Lawrence realizzò invece un video gotico: nella cadente, oscura e polverosa sala di un albergo abbandonato, Janet, con gesti sensuali, invita degli stanchi ballerini a danzare; il gruppo accetta l'invito e si lancia in una grandiosa coreografia senza sosta.
A causa dei deludenti risultati ottenuti dall'album, la casa discografica decise di annullare l'uscita di qualsiasi altro singolo (il successivo avrebbe dovuto essere R'n'B Junkie, che infine circolò, ma esclusivamente sotto forma di CD promozionale per le radio): furono gli inizi delle tensioni tra la popstar e la Virgin Records, che si concluderanno con un divorzio nel 2008.

## Promozione
All'uscita del disco si vociferò insistentemente di un tour mondiale promozionale; le stesse voci furono confermate dalla cantante. In seguito allo scarso successo dell'album però il tour venne annullato.
Nelle prime settimane successive alla pubblicazione di Damita Jo, Janet fu ospite di alcune trasmissioni televisive statunitensi, dove si esibì dal vivo. Una di queste fu a Good Morning America, programma mattutino popolare negli Stati Uniti che spesso ospita artisti musicali facendoli esibire all'aperto. In quell'occasione, prima di cantare I Want You e All Nite (Don't Stop), la conduttrice Diane Sawyer la intervistò brevemente, soprattutto sul recente incidente del Superbowl. La Jackson rispose con riluttanza e leggermente infastidita di fronte all'ennesima domanda sul tema da parte dei giornalisti. Il pubblico sostenne la cantante protestando rumorosamente, tanto che la Sawyer decise di interrompere l'intervista e di lasciare spazio alle canzoni.
La Jackson partecipò inoltre ad una puntata del Saturday Night Live in cui fu l'ospite e la conduttrice principale, partecipando anche a vari sketch con gli altri comici del programma. In uno di questi sketch la cantante interpretò l'allora segretario di Stato degli Stati Uniti, Condoleezza Rice, rimanendo nuovamente con un seno nudo (questa volta pixelato), per ironizzare sull'incidente del nipplegate.
La promozione dell'album riportò la cantante anche in Italia, dove non faceva visita dal concerto del 5 maggio 1998 al Forum di Assago durante il Velvet Rope Tour. Partecipò, infatti, al Festivalbar all'Arena Civica di Milano il 29 maggio 2004, cantando Just a Little While e All Nite (Don't Stop), e poi ad un programma radiofonico di Radio 105.

## Tracce
1. Looking for Love (Intro) – 1:29 (Janet Jackson, David Ritz, Fabrice Dumont, Christophe Hetier, Stephan Haeri)
2. Damita Jo – 2:46 (Janet Jackson, James Harris III, Terry Lewis, Bobby Ross Avila, Issiah J. Avila)
3. Sexhibition – 2:29 (Dallas Austin, Gregory "Ruckus" Andrews)
4. Strawberry Bounce – 3:11 (Janet Jackson, Kanye West, James Harris III, Terry Lewis, Tony "Prof-T" Tolbert, Shawn Carter, Irving Lorenzo, Jeffrey Atkins, Rob Mays)
5. My Baby (feat. Kanye West) – 4:17 (Janet Jackson, Kanye West, Sean Garrett, Joni-Ayanna Portee)
6. The Islands (Interlude) – 0:39 (Janet Jackson, James Harris III, Terry Lewis)
7. Spending Time with You – 4:14 (Janet Jackson, James Harris III, Terry Lewis, Bobby Ross Avila, Issiah J. Avila)
8. Magic Hour (Interlude) – 0:23 (Janet Jackson, James Harris III, Terry Lewis)
9. Island Life – 3:53 (Janet Jackson, Scott Storch, Cathy Dennis)
10. All Nite (Don't Stop) – 3:26 (Janet Jackson, James Harris III, Terry Lewis, Tony "Prof-T" Tolbert, Anders "Bag" Bagge, Arnthor Birgisson, Herbie Hancock, Paul Jackson, Melvin Ragin)
11. R&B Junkie – 3:11 (Janet Jackson, James Harris III, Terry Lewis, Tony "Prof-T" Tolbert, Michael Jones, Nicholas Trevisick)
12. I Want You – 3:57 (Kanye West, John Legend, Harold Lilly, Burt Bacharach, Hal David)
13. Like You Don't Love Me – 3:31 (Janet Jackson, James Harris III, Terry Lewis, Bobby Ross Avila, Issiah J. Avila)
14. Thinkin' Bout My Ex – 4:36 (Kenneth Brian Edmonds, Tanya White, Andy Cramer)
15. Warmth – 3:44 (Janet Jackson, James Harris III, Terry Lewis)
16. Moist – 4:54 (Janet Jackson, James Harris III, Terry Lewis, Bobby Ross Avila, Issiah J. Avila, Tony "Prof-T" Tolbert)
17. It All Comes Down to Love (Interlude) – 0:39 (Janet Jackson, James Harris III, Terry Lewis)
18. Truly – 3:59 (Janet Jackson, James Harris III, Terry Lewis)
19. The One (Interlude) – 1:02 (Janet Jackson, David Ritz, James Harris III, Terry Lewis)
20. SloLove – 3:44 (Janet Jackson, Shelly Poole, Tommy Danvers, Anders Bagge, Arnthor Birgisson, Herbie Hancock, Paul Jackson, Melvin Ragin)
21. Country (Interlude) – 0:31 (Janet Jackson, James Harris III, Terry Lewis)
22. Just a Little While – 4:11 (Janet Jackson, Dallas Austin)

### Edizione giapponese
1. I'm Here – 4:16 (Janet Jackson, Anders Bagge, Arnthor Birgisson, Cathy Dennis)
2. Put Your Hands on – 3:56 (Janet Jackson, Karen Poole, Anders Bagge, Arnthor Birgisson, Edward Fletcher, Sylvia Robinson, Melvin Glover, Clifton Chase)

- Nell'edizione censurata del disco la canzone Sexhibition è stata reintitolata Exhibition, mentre Warmth e Moist non compaiono.

## Andamento commerciale
Così come i critici, anche il pubblico non reagì bene: dopo una serie di cinque album che raggiunsero la prima posizione della classifica di Billboard nella loro settimana di debutto (Control, Rhythm Nation 1814, janet., The Velvet Rope e All for You), Damita Jo fu il primo disco della cantante a non debuttare al primo posto, vendendo 381.000 copie nella prima settimana. Già nella seconda settimana scivolò alla nona posizione vendendone 118.000, e la settimana successiva crollò alla quattordicesima vendendone solo 84.000 copie. In una discesa costante, l'album si fermò a quota un milione negli Stati Uniti, un risultato molto deludente rispetto a All for You, che ne aveva vendute tre milioni, e ancora più deludente in confronto ai precedenti. I risultati furono ancora peggiori al di fuori degli Stati Uniti: in Canada debuttò alla settima posizione vendendo 9.100 copie nella prima settimana; in Giappone esordì alla decima posizione e, subito bandito per i contenuti espliciti, sparì del tutto dalla classifica.

## Classifiche
| Classifiche 2004          | Posizione massima |
| ------------------------- | ----------------- |
| Australia                 | 18                |
| Canada                    | 7                 |
| Francia                   | 35                |
| Germania                  | 21                |
| Italia                    | 37                |
| Regno Unito (R&B)         | 13                |
| Regno Unito               | 32                |
| Stati Uniti Billboard 200 | 2                 |